# Jürgen Hingsen
Jürgen Hingsen (Alemania Occidental, 25 de enero de 1958) es un atleta alemán, especializado en la prueba de decatlón en la que llegó a ser subcampeón mundial en 1983.

## Carrera deportiva
En el Mundial de Helsinki 1983 ganó la medalla de plata en la competición de decatlón, consiguiendo 8561 puntos, tras el británico Daley Thompson y por delante de su compatriota Siegfried Wentz.
Al año siguiente, en los JJ. OO. de Los Ángeles 1984 volvió a ganar la plata, tras el británico Daley Thompson y por delante de su compatriota Siegfried Wentz.